# Songes
Songes är namnet på en samling 50 kortdikter av Carl Jonas Love Almqvist, tonsatta av skalden själv. Samlingen utgavs i sin helhet första gången 1849 i Törnrosens bok, Imperialoktavupplagan, Andra delen. Samlingen innehåller bland andra ”Marias häpnad” och ”Du går icke ensam”.
”Songes” betyder 'drömmar' på franska och de flesta dikterna tillkom på 1820- och 1830-talen. Stilen är enkel och naiv och motiven rör sig kring teman som död, kärlek, Gud och uppståndelsen. Dikterna präglas av drömsk religiositet och orientalisk eskapism. Almqvist sökte sig till främmande länder och andra tider, inte minst epoken då kristendomen formerades. Songes var ursprungligen tänkta att uppföras i ett slags tableaux vivants.
När Fredrika Bremer, som inte tillhörde Almqvists vänner, hade hört några Songes skrev hon: ”Almqvist förstår himmelen; han har själv varit där och där hört — ej vad han givit oss i romaner och filosofemer — men vad han säger i toner, i musik. Han har hört himlarnas körer. Han har upptecknat dem. Ack! att jag först idag fått höra dem!”

## Innehåll
I. Den lyssnande Maria

II. Betraktelse

III. Martyrerne

IV. Rosalduna

V. Stellamira

VI. Herdarne i Chamouni

VII. Antonii Sång

VIII. Solavivs Sång

IX. Theodora

X. Balduins Riddare

XI. Loys

XII. Lucinda

XIII. Ragnhild

XIV. Häxan i Konung Carls tid

XV. Hjertats blomma

XVI. Marias Häpnad

XVII. Rafael och Orni

XVIII. Den drunknade Simmerskan

XIX. Fiskar-sång wid Kalmar

XX. Ojanima

XXI. Den anklagade Bruden

XXII. Aurora Hof-fröken

XXIII. Gionzeba och Leila

XXIV. Hwarför kom du på ängen?

XXV. Grafwen

XXVI. Du går icke ensam

XXVII. Min Galér

XXVIII. Frågarens Sång

XXIX. Ynglingarnes Sång

XXX. Helgedomens Ande

XXXI. Sång till Mennisko-offret

XXXII. Mainours Sång wid Eufrat

XXXIII. Alalith Diurméa

XXXIV. Ansgarii Warning

XXXV. Leonars Afsked

XXXVI. Sigurlam och Kungurlam

XXXVII. Clementia Ombrosa

XXXVIII. Biumaffos Krigssång

XXXIX. Zingari Fest

XL. Barnens Bön

XLI. Tanaqvil wid Sländan

XLII. Dianoras Klagan

XLIII. Cerauni Öckensång

XLIV. Isfendiar

XLV. Solsång

XLVI. Arrasmiha Smultronplockerska

XLVII. Fajumeh

XLVIII. Sullivan och Vallivan

XLIX. Jem

L. Werldens slut

XXX. Slutet (endast instrumentalt musikstycke utan text)